# Rhyacophila falcifera
Rhyacophila falcifera är en nattsländeart som beskrevs av Schmid 1970. Rhyacophila falcifera ingår i släktet Rhyacophila och familjen rovnattsländor. Inga underarter finns listade i Catalogue of Life.